# Alleniella
Alleniella là một chi rêu trong họ Neckeraceae.